# Plectrocnemia plicata
Plectrocnemia plicata là một loài Trichoptera trong họ Polycentropodidae. Loài này có ở Trung Quốc.